# Dugi otok
Dugi otok ou Dugi Otok (Isola Lunga em italiano) é uma ilha da Croácia e do Mar Adriático com cerca de 113 km², localizada perto do continente, a oeste de Rava, Iž e Ugljan.
A maior cidade da ilha é Sali. A população total da ilha incluindo as outras cidades conta com 1772 habitantes (2001). A ilha contém muitas vinhas e pomares.
O seu nome significa "ilha longa", pois é a maior e mais longa das ilhas de Zadar, com 45 km de comprimento por 5 km de largura). A sua altitude máxima é 300 m; a maior parte das suas terras mais altas contém bosques de pinheiros. A costa ocidental é quase desprovida de ocupação humana e a costa oriental tem muitas vilas e aldeias. Entre estas estão Sali, a maior cidade da ilha, e  Božava, Dragove, Soline, Brbinj, Luka, Polje, Verona, Savar, Veli Rat, Zaglav, e Žman. Um parque natural, Telašćica, cobre a parte meridional da ilha e fica adjacente ao parque nacional de Kornati.

## Ligações externas

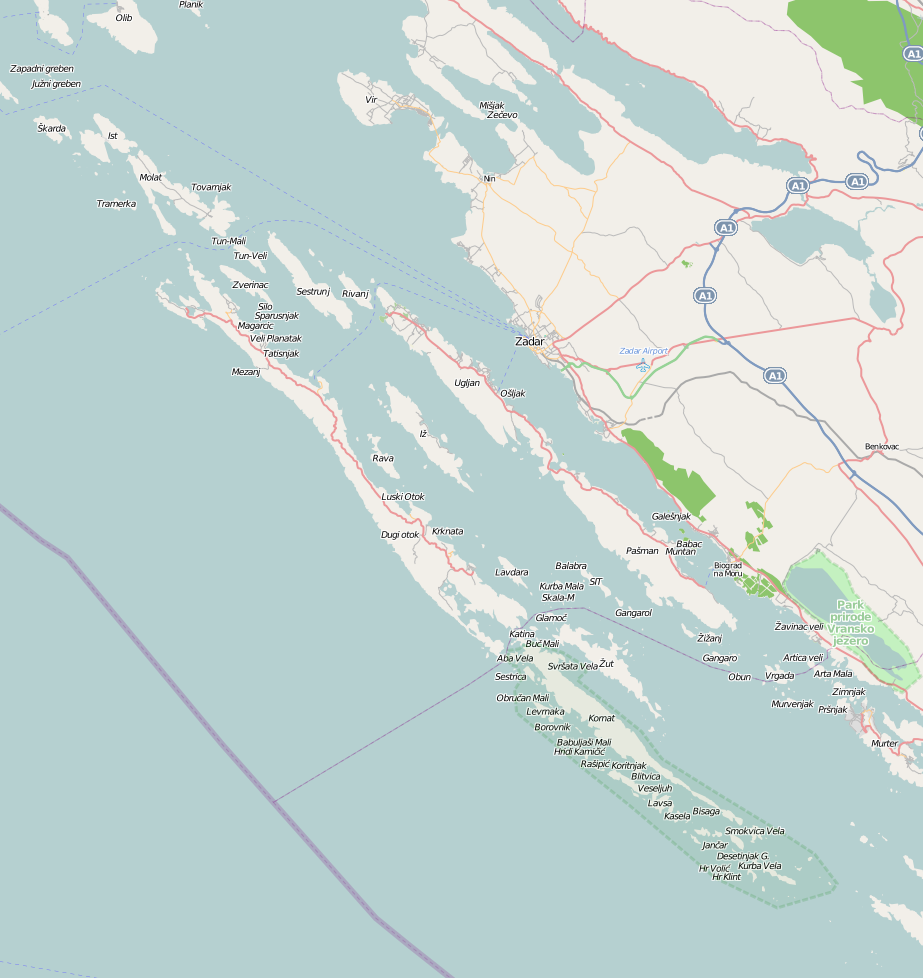
Mapa das ilhas do aquipélago de Zadar, em redor de Dugi otok